# Kleines Wiesental
Kleines Wiesental – gmina w Niemczech, w kraju związkowym Badenia-Wirtembergia, w rejencji Fryburg, w regionie Hochrhein-Bodensee, w powiecie Lörrach.
Gmina powstała 1 grudnia 2009 z połączenia ośmiu gmin, wchodzących w skład związku gmin Kleines Wiesental: Bürchau, Elbenschwand, Neuenweg, Raich, Sallneck, Tegernau, Wies i Wieslet. Gminy te stały się automatycznie dzielnicami nowo powstałej gminy, związek gmin został z dniem 31 grudnia 2008 rozwiązany.